# Diplocephalus algericus
Diplocephalus algericus là một loài nhện trong họ Linyphiidae.
Loài này thuộc chi Diplocephalus. Diplocephalus algericus được Robert Bosmans miêu tả năm 1996.